# Вилхелм Фридрих фон Зайн-Витгенщайн-Хомбург
Вилхелм Фридрих фон Зайн-Витгенщайн-Хомбург (на немски: Wilhelm Friedrich von Sayn-Wittgenstein-Homburg; * 16 август 1640; † 25 октомври 1698 в Хомбург) от род Зайн-Витгенщайн е граф на Графство Зайн-Витгенщайн-Берлебург, господар на Хомбург, Фалендар-Ноймаген.
Той е син на граф Ернст фон Зайн-Витгенщайн-Хомбург († 1649) и първата му съпруга Елизабет фон Зайн-Витгенщайн († 1641), дъщеря на граф Лудвиг II фон Зайн-Витгенщайн-Витгенщайн († 1634) и Юлиана фон Золмс-Браунфелс († 1634). Полубрат е на Кристиан (1647 – 1704).
Неговата резиденция е дворец Берлебург.

## Фамилия
Вилхелм Фридрих се жени през 1670 г. за графиня Анна Мария Магдалена фон Зайн-Витгенщайн-Хоенщайн (* 15 октомври 1641; † 16 февруари 1701), дъщеря на граф Йохан VIII фон Зайн-Витгенщайн-Хоенщайн и съпругата му графиня Анна Августа фон Валдек-Вилдунген (1608 – 1658), дъщеря на граф Кристиан фон Валдек-Вилдунген (1585 – 1637) и графиня Елизабет фон Насау-Зиген (1584 – 1661). Те имат четири деца:
- Карл Фридрих (* 1674; † 27 март 1723), граф на Зайн-Витгенщайн-Хомбург, женен 1703 г. за графиня Мария Вилхелмина Елизабет фон Шьонбург-Мертола (* пр. 1700; † сл. 1723/1762), II. пр. 1706 г. за Диана Франциска Мария баронеса де Шолет де Кле
- София Елизабет Вилхелмина (* 20 август 1675; † 27 август 1712), омъжена на 8 декември 1705 г. за граф Хайнрих Алберт фон Зайн-Витгенщайн-Хоенщайн (* 6 ноември 1658; † 23 ноември 1723), син на чичо ѝ граф Густав фон Зайн-Витгенщайн-Хоенщайн (1633 – 1700) и Анна де Ла Плац (1634 – 1705)
- Карл Ернст (* 14 октомври 1677; † 2 юли 1704), убит при Донаувьорт
- Фридрих Лудвиг Магнус (1679 – 1682)